# بيت المشربية
بيت المشربية هو مبنى صممه المهندس المعماري الفلسطيني سنان عبد القادر في حي بيت صفافا في القدس، كتفسير معاصر للعناصر التقليدية للعمارة العربية المحلية، يقع المبنى على قطعة أرض منحدرة أشبه بمنصة يقف عليها المشروع.

## خلفية
المشربية هي عنصر معماري يتمثّل في بروز الغرف في الطابق الأول أو ما فوقه، يمتد فوق الشارع أو داخل فناء المبنى (في البيوت ذات الأفنية الوسطيّة). تُبنى المشربية من الخشب المنقوش والمزخرف والمبطّن بالزجاج الملون، والتي تعدّ إحدى عناصر العمارة التقليدية في البلاد العربية الحارّة، بدأ ظهورها في الثالث عشر الميلادي إبّان العصر العباسي، واستمر استخدامها حتى أوائل القرن العشرين الميلادي، يُكثر استخدامها في القصور والمباني السكنيّة، وفي بعض المباني العامة مثل دور الإمارة والخانات والمستشفيات وغيرها.

## معرض الصور

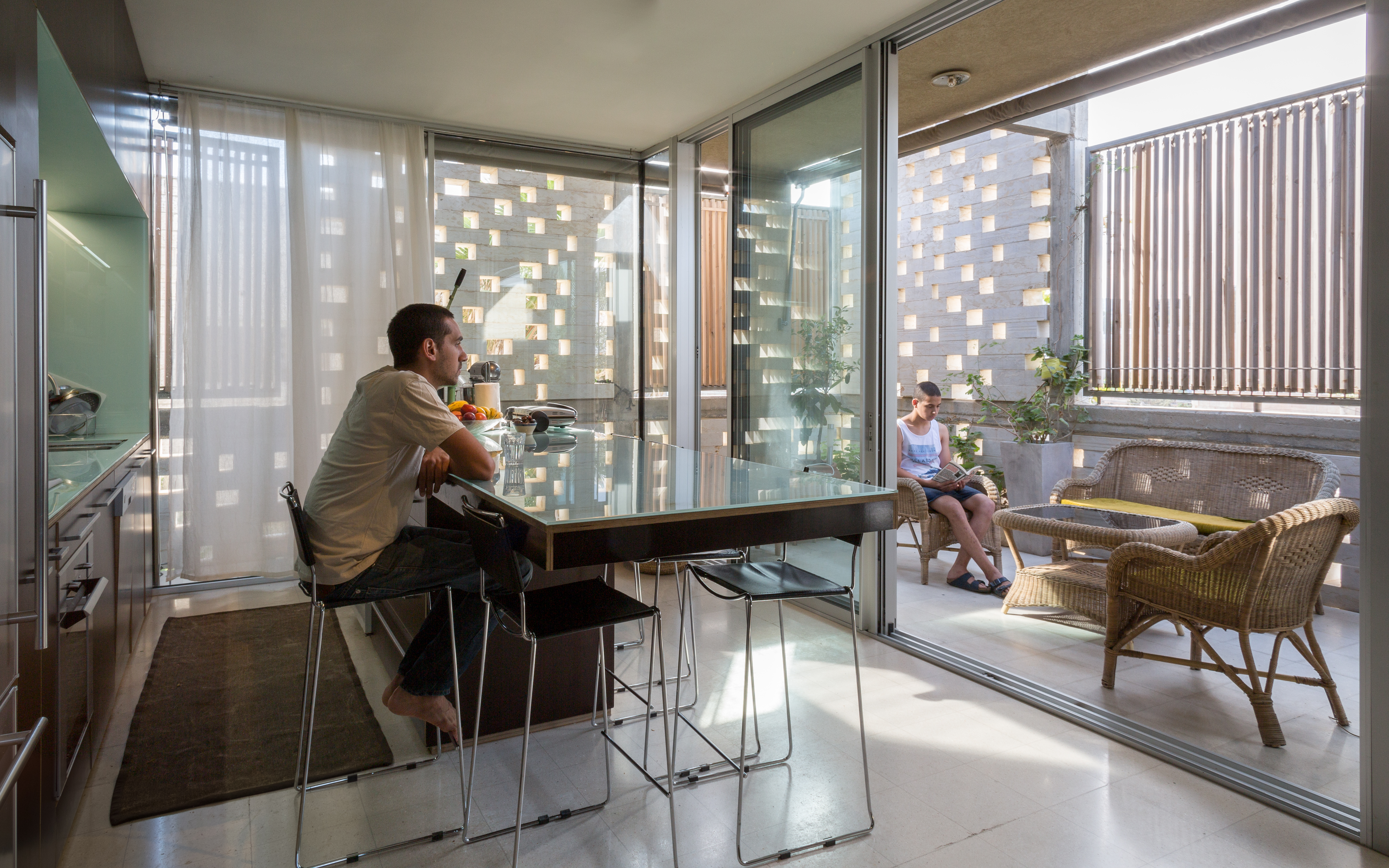
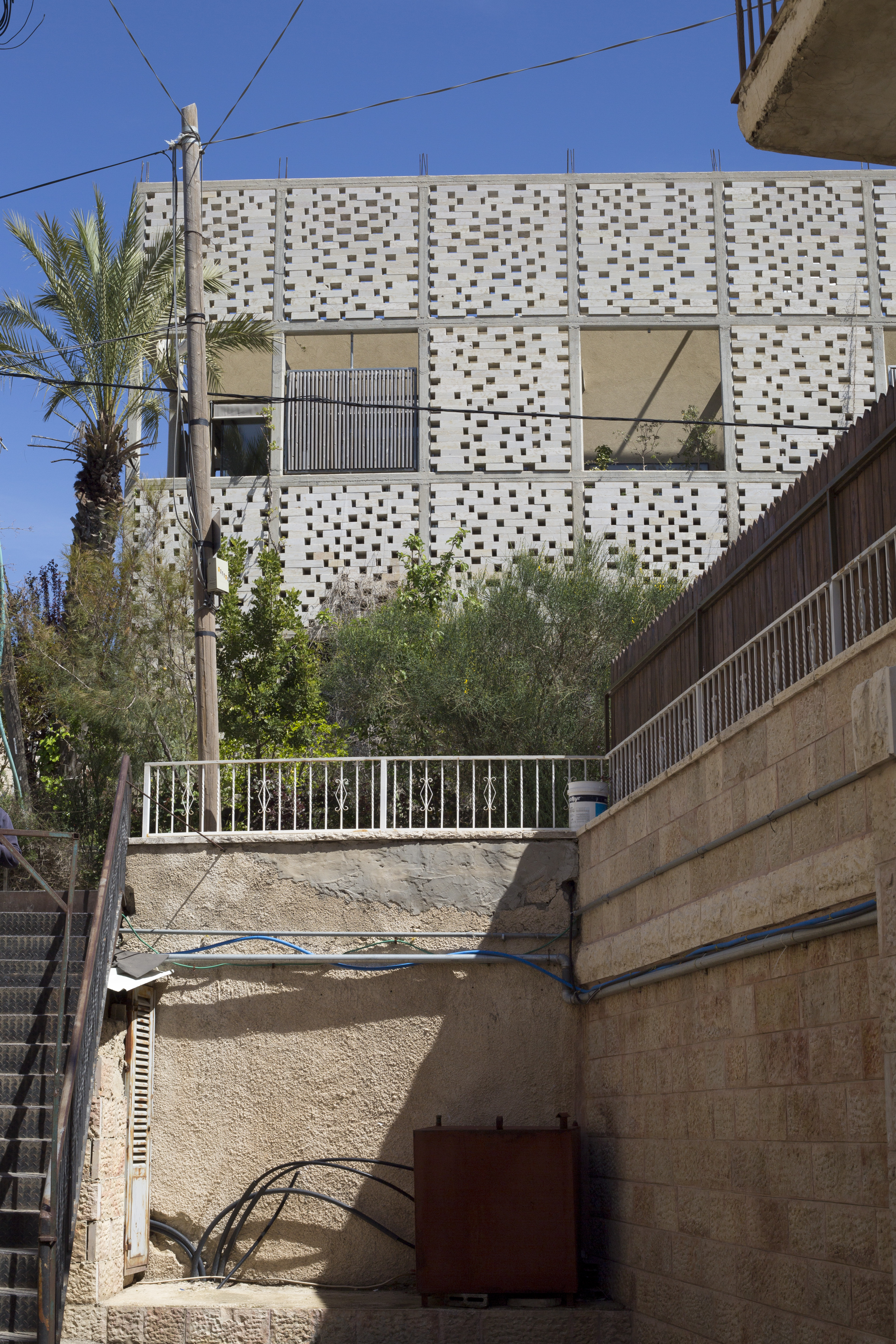
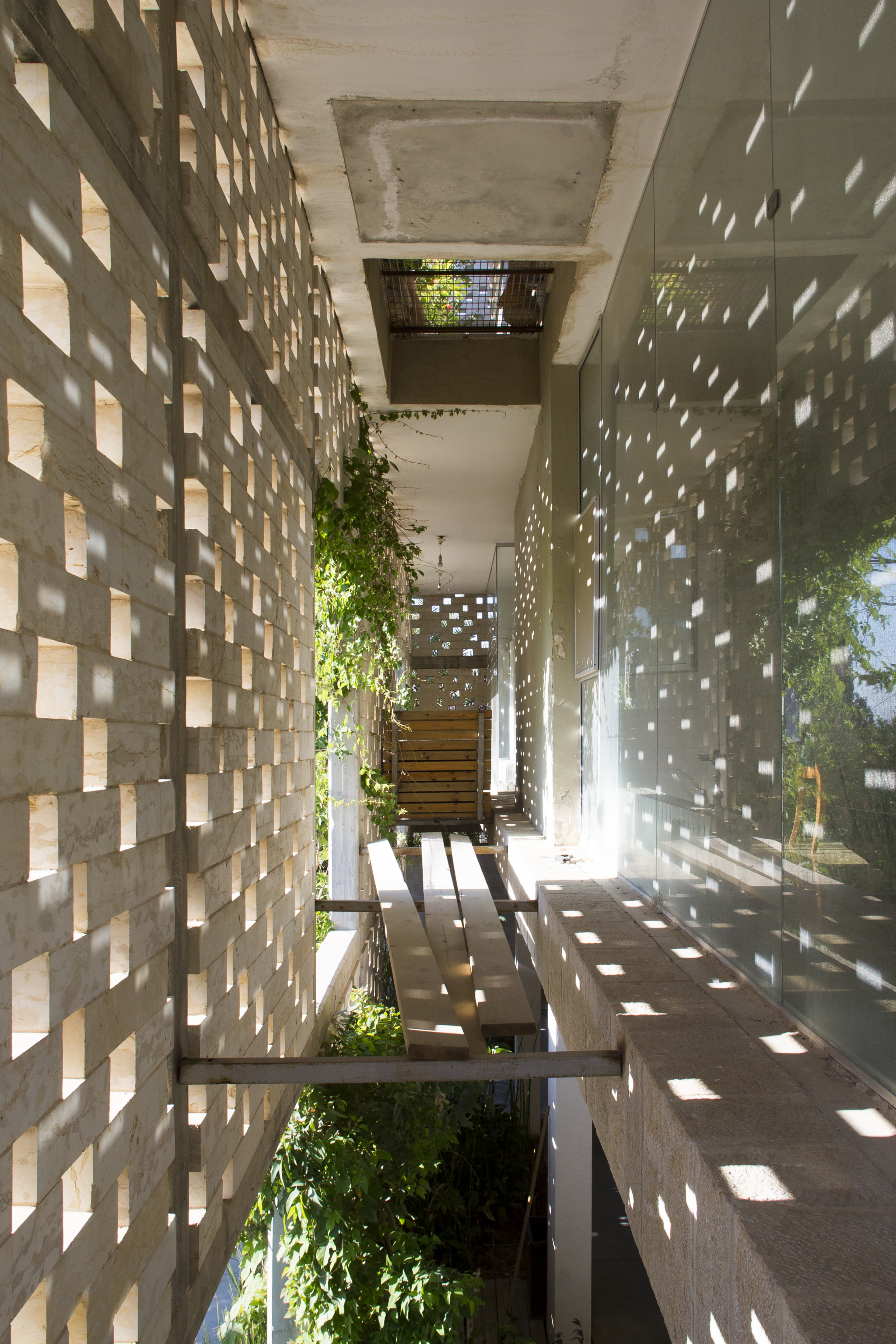
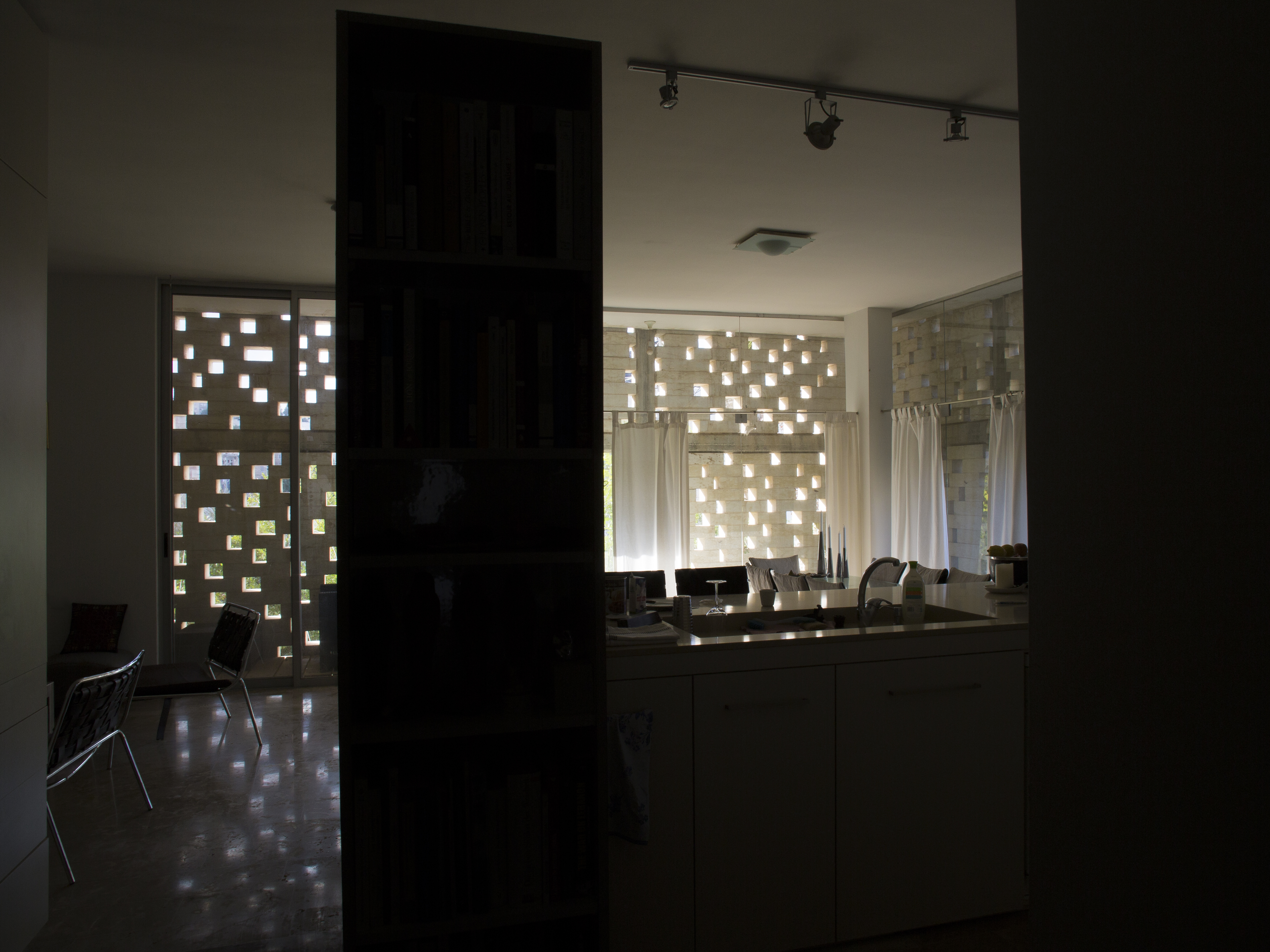

## روابط خارجية
- هآرتس، لماذا يغادر مهندس معماري فلسطيني شهير القدس، 15 سبتمبر 2015
- Haaretz, מה גרם לאדריכל הפלסטיני הנודע לעזוב את ירושלים, September 10, 2015
- نيويورك تايمز 16 يناير 2006
- الأرشيف اليومي، بيت المشربية / سنان عبد القادر، 14 أكتوبر 2011
- براون بوك 2012
- بيت المشربية على موقع archnet.org